# آخرین مأموریت فرشته: عشق
آخرین مأموریت فرشته: عشق (به کره‌ای: 단, 하나의 사랑 (به معنی فقط و فقط یک عشق)، به انگلیسی: angel's last mission love) یک سریال تلویزیونی کره ای است که شین هه سون، کیم میونگ سو، لی دونگ گان، کیم بو می، دو جی وون و کیم این کوان در آن ایفای نقش کرده‌اند.

## خلاصه داستان
لی یون سو(شین هه سون) یک بالرین موفق و بااستعداد است. او در یک حادثه سخت، بینایی‌اش را ازدست داده و با اطرافیانش تندخو و تلخ می‌شود. دان(کیم میونگ سو) یک فرشته آزاد و خوشبین است که همیشه گرفتار مشکل می‌شود. او مأمور پیدا کردن عشقی برای لی یون سو می‌شود.

## بازیگران
| نام          | کاراکتر   |
| ------------ | --------- |
| شین هه سون   | لی یون سو |
| کیم میونگ سو | کیم دان   |

| نام          | کاراکتر       | توضیح                  |
| ------------ | ------------- | ---------------------- |
| لی دانگ گان  | جی کانگ وو    | مربی اصلی باله         |
| کیم بو می    | گوم نی نا     | دخترعمه یون سو         |
| گیل اون-هه   | گوم رو نا     | خواهر نی نا            |
| دو جی-وون    | چوی یونگ جا   | مادر نی نا             |
| وو هی جین    | هانگ جونگ اون | پیش خدمت و دوست یون سو |
| کیم این-کوان | هو            | فرشته سرپرست دان       |
| کیم سونگ ووک | گوم کی شین    | پدر نی نا              |

## جوایز و نامزدی‌ها
| سال  | جایزه                   | رشته                                      | دریافت کننده              | نتیجه    |
| ---- | ----------------------- | ----------------------------------------- | ------------------------- | -------- |
| ۲۰۱۹ | 12th Korea Drama Awards | Best New Actor                            | کیم میونگ سو              | نامزدشده |
| ۲۰۱۹ | KBS Drama Awards        | Top Excellence Award, Actress             | شین هه سون                | برنده    |
| ۲۰۱۹ | KBS Drama Awards        | Excellence Award, Actor in a Miniseries   | کیم میونگ سو              | نامزدشده |
| ۲۰۱۹ | KBS Drama Awards        | Excellence Award, Actress in a Miniseries | شین هه سون                | نامزدشده |
| ۲۰۱۹ | KBS Drama Awards        | Best Young Actor                          | کو وو ریم                 | نامزدشده |
| ۲۰۱۹ | KBS Drama Awards        | Best New Actor                            | کیم میونگ سو              | برنده    |
| ۲۰۱۹ | KBS Drama Awards        | Netizen Award, Actor                      | کیم میونگ سو              | نامزدشده |
| ۲۰۱۹ | KBS Drama Awards        | Netizen Award, Actress                    | شین هه سون                | نامزدشده |
| ۲۰۱۹ | KBS Drama Awards        | Best Couple Award                         | کیم میونگ سو و شین هه سون | برنده    |
| ۲۰۱۹ | KBS Drama Awards        | K-Drama Hallyu Star                       | کیم میونگ سو              | برنده    |

## تولید
اولین خوانش فیلمنامه در تاریخ ۱۸ ژانویه ۲۰۱۹ در ایستگاه پخش KBS Annex در یئوییدوی کره جنوبی برگزار شد.